# Університет штату Юта
41°44′26.51″ пн. ш. 111°48′52.21″ зх. д. / 41.7406972° пн. ш. 111.8145028° зх. д.
Університет штату Юта (англ. Utah State University) розташований у місті Логан, штат Юта, США. Належить до університетів, що отримали від федерального уряду ділянку землі для організації практичної сільськогосподарської освіти.

## Історія
Заснований 1888 року як Сільськогосподарський коледж Юти, надалі назва змінилась спочатку на Сільськогосподарський коледж штату Юта, а 1957 року було ухвалено сучасну назву.

## Сучасність
Нині Університет складається з 8 коледжів і шкіл, в яких навчаються понад 23 000 студентів.